# Calimero (évêque de Milan)
Pour le personnage de dessin animé, voir Calimero.
Saint Calimero, dont la biographie est largement légendaire, est évêque de Milan de 270 à 280.

## Éléments d'hagiographie
Selon les sources, les origines de Calimero sont différentes :
- une légende dit qu'il est Romain, de noble origine, et, qu'après une carrière militaire durant laquelle il devient officier, il est converti par les saints Faustin et Jovite (patrons de la ville de Brescia). Après une vie passée au service de la foi chrétienne, il est ordonné évêque de Milan ;
- une autre source indique qu'il est grec, qu'il a grandi à Rome et que son éducation chrétienne lui vient du pape Télesphore. Mais ce pape ayant gouverné l'église de Rome de 125 à 148 environ, les dates ne correspondent pas à celles habituellement retenues pour l'épiscopat de Calimero (270-280). Peut-être s'agit-il plutôt d’un homonyme romain, martyrisé sous Hadrien. Il aurait fui à Milan à la suite de persécutions où il est accueilli par l'évêque Castriziano. À sa mort, les Milanais l'auraient élu évêque, contre sa volonté (il aurait été emprisonné jusqu'à son ordination pour l'empêcher de fuir).

Si l'on se fie à l'inscription sur une plaque de marbre figurant à l'intérieur du dôme de Milan sur laquelle figure la chronologie des évêques milanais, Calimero est évêque de 139 à 192. Toutefois, la construction de la cathédrale de Milan étant largement postérieure à la vie du saint, il est difficile d'accorder foi à ces dates. Au XIe siècle, les Milanais, en désaccord avec Rome, falsifient l'histoire de leur diocèse pour démontrer l'ancienneté de leur communauté. Ainsi, un certain nombre de saints évêques, comme Anatole, Caius, et Calimero voient leurs dates d'épiscopat anticipées et même élargies pour combler les vides et rattraper ainsi la chronologie du diocèse de Rome.
Les deux versions de sa biographie concordent dans la description de son martyre. Il aurait été condamné à mort par l'empereur Hadrien pour s'être vivement opposé à lui. Il aurait été transpercé par une lance et ensuite jeté dans un puits. Mais le récit de son martyre n'est pas non plus avéré, n'ayant été évoqué qu'aux environs du VIIIe siècle sans que saint Ambroise de Milan en ait fait mention nulle part dans ses écrits.

## Vénération
Toutefois, saint Calimero fut aimé et vénéré par les Milanais. Tout de suite après sa mort, ils élevèrent une basilique pour l'honorer, laquelle, malgré les restaurations successives au cours des siècles, est toujours là et renferme les reliques du saint. En effet, au VIIIe siècle, l'évêque Tomaso, au cours de recherches entreprises concernant saint Calimero, a découvert son squelette immergé. Dans la crypte de la basilique, a donc été aménagé un puits. Rapidement, son eau fut considérée comme miraculeuse.
Le 31 juillet, lors des fêtes de Saint Calimero, il est distribué aux malades une bouteille d'eau du puits. De même, qu'en période de sécheresse, de l'eau de la même provenance est consacrée pendant la Messe et versée dehors pour aider aux récoltes.

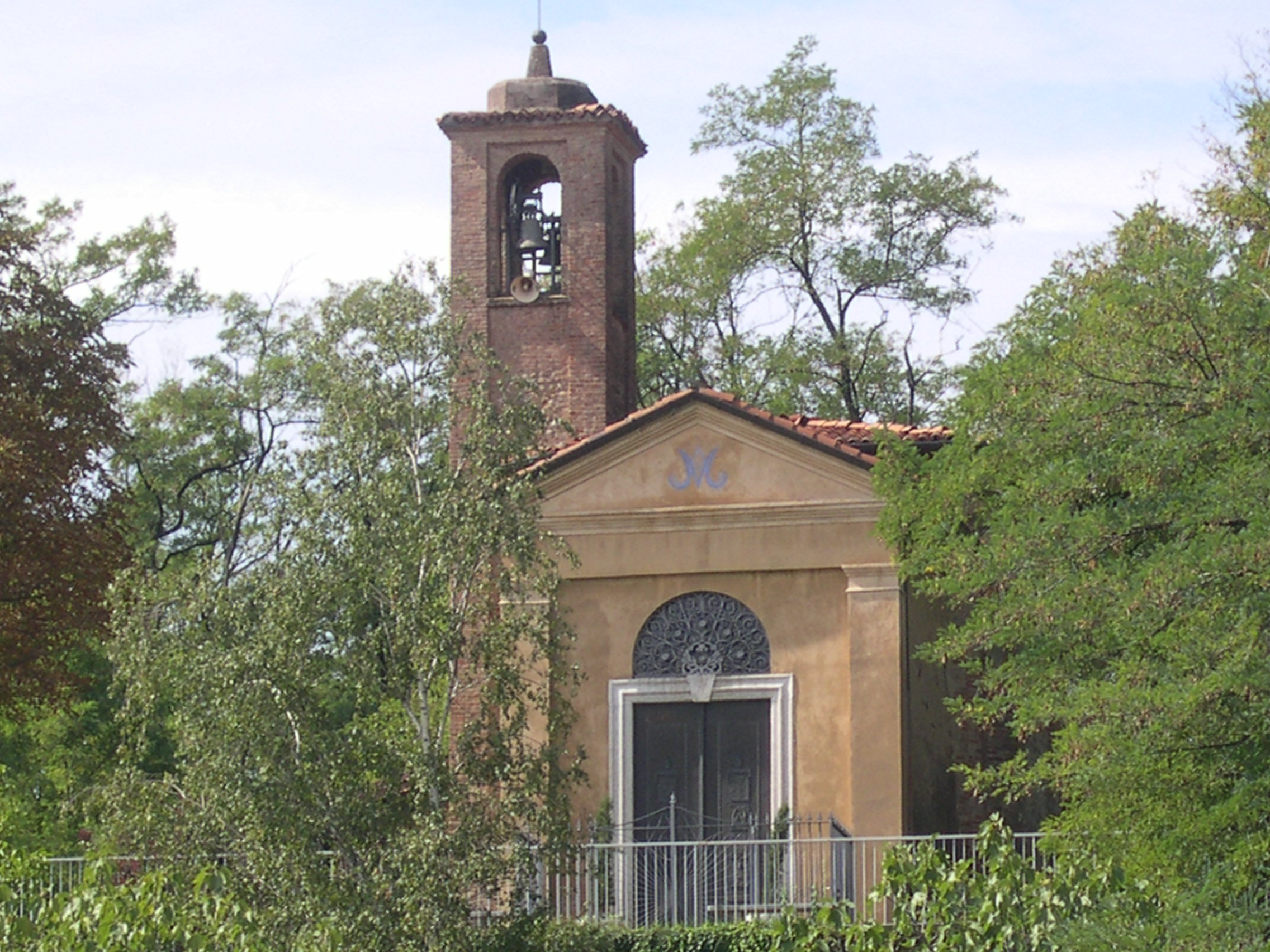
Sanctuaire de Bolladello di Cairate

Il existe une autre église consacrée à saint Calimero, située à Pasturo, Province de Lecco en Lombardie ; ainsi qu'un sanctuaire de la Vierge de San Calimero à Bolladello di Cairate en Lombardie également, dans la province de Varèse.

## Anecdote
Il a donné son nom au personnage de fiction de dessin animé, Calimero.

## Notes

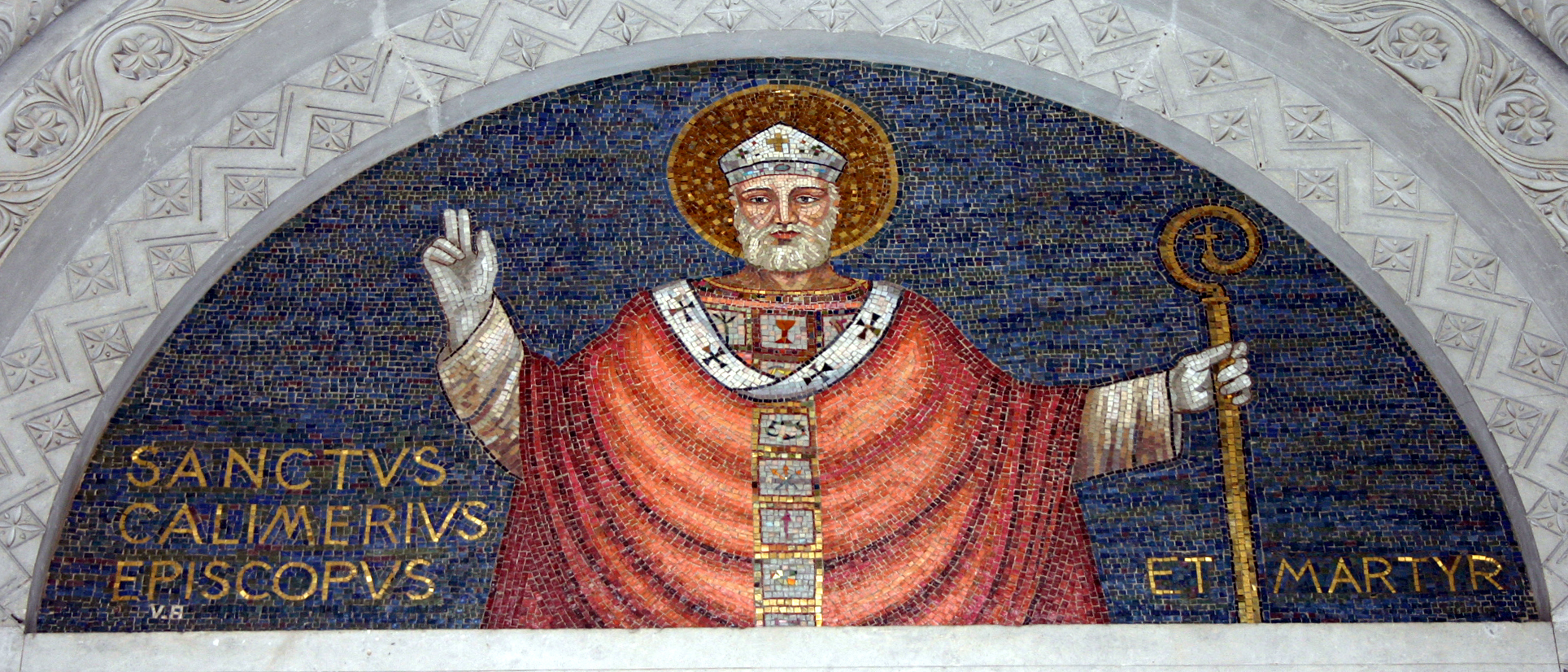
Saint Calimero dans l'église du même nom à Milan

## Sources
- (it) Cet article est partiellement ou en totalité issu de l’article de Wikipédia en italien intitulé « Calimero di Milano » (voir la liste des auteurs).